# Edward Bernard Raczyński

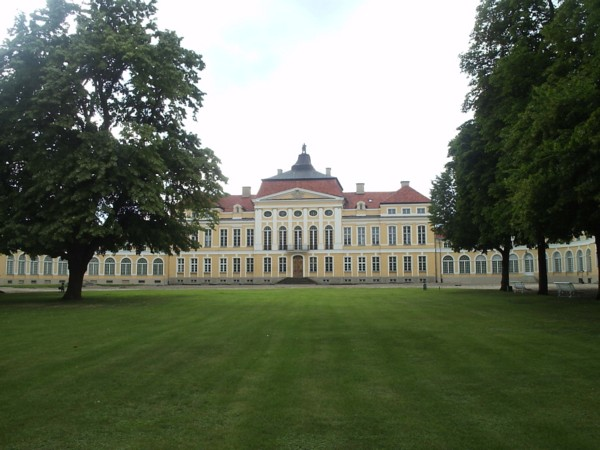
Kasteel te Rogalin

Edward Bernard Raczyński (Zakopane, 19 december 1891 - Londen, 30 juli 1993) was een Pools politicus en Pools president in ballingschap tussen 1979 en 1986.

## Biografie
Raczyński werd geboren in 1891. Hij had familiebanden met de Habsburgers, een adellijk geslacht. Zijn jeugd bracht hij door in het familiekasteel in Rogalin. Hij doctoreerde aan de universiteit van Krakau en werkte voor diverse Poolse ambassades. Toen de Tweede Wereldoorlog begon, was hij ambassadeur van Polen in Groot-Brittannië. Tussen 1941 en 1943 was hij minister van Buitenlandse Zaken in de regering Władysław Sikorski.
In 1979, op 88-jarige leeftijd werd hij president van Polen. In 1986 werd hij in deze functie opgevolgd door Kazimierz Sabbat. Op dat moment was Raczyński al 95 jaar, wat hem de oudste dienende Poolse president ooit maakt.
Raczyński overleed in 1993 op 101-jarige leeftijd.